# كاساجاريس دي لا سايرا
بلدية كاساجاريس دي لا سايرا (بالإسبانية: Cascajares de la Sierra)‏, هي إحدى بلديات مقاطعة برغش, التي تقع في منطقة قشتالة وليون, والتي تقع في شمال غرب إسبانيا.
يبلغ عدد سكانها 29 نسمة وفقاً لإحصائية سنة (2002).